# 眉州
眉州（びしゅう）は、中国にかつて存在した州。南北朝時代から民国初年にかけて、現在の四川省眉山市一帯に設置された。

## 魏晋南北朝時代
548年（太清2年）、南朝梁により設置された青州を前身とする。554年（廃帝3年）、西魏により青州は眉州と改称された。562年（保定2年）、北周により眉州から青州が分離された。579年（宣政2年）、青州は嘉州と改称された。

## 隋代
隋初には、眉州は2郡3県を管轄した。583年（開皇3年）、隋が郡制を廃すると、眉州の属郡は廃止された。605年（大業元年）、嘉州は廃止され、眉州に統合された。607年（大業3年）に州が廃止されて郡が置かれると、眉州は眉山郡と改称され、下部に8県を管轄した。隋代の行政区分に関しては下表を参照。
| 隋代の行政区画変遷 | 隋代の行政区画変遷 | 隋代の行政区画変遷 | 隋代の行政区画変遷 | 隋代の行政区画変遷 | 隋代の行政区画変遷                                      |
| 区分               | 開皇元年           | 開皇元年           | 開皇元年           | 区分               | 大業3年                                                 |
| ------------------ | ------------------ | ------------------ | ------------------ | ------------------ | ------------------------------------------------------- |
| 州                 | 眉州               | 眉州               | 嘉州               | 郡                 | 眉山郡                                                  |
| 郡                 | 斉通郡             | 青神郡             | 平羌郡             | 県                 | 通義県 丹棱県 青神県 竜游県 平羌県 峨眉県 夾江県 洪雅県 |
| 県                 | 斉通県 洪雅県      | 青神県             | 平羌県             | 県                 | 通義県 丹棱県 青神県 竜游県 平羌県 峨眉県 夾江県 洪雅県 |

## 唐代
618年（武徳元年）、唐により眉山郡は嘉州と改められた。619年（武徳2年）、嘉州の通義・丹棱・洪雅・青神・南安の5県が分割されて眉州が置かれた。622年（武徳5年）、南安県は廃止された。628年（貞観2年）、陵州の隆山県は眉州に移管された。712年（先天元年）、玄宗の諱を避けるために隆山県は彭山県と改称された。742年（天宝元年）、眉州は通義郡と改称された。758年（乾元元年）、通義郡は眉州の称にもどされた。眉州は剣南道に属し、通義・彭山・丹棱・洪雅・青神の5県を管轄した。

## 宋代
976年（太平興国元年）、北宋により太宗の諱を避けるために通義県は眉山県と改称された。993年（淳化4年）、洪雅県は嘉州に移管された。眉州は成都府路に属し、眉山・彭山・丹棱・青神の4県を管轄した。

## 元代
元のとき、眉州は嘉定府路に属し、彭山・青神の2県を管轄した。

## 明代以降
明のとき、眉州直隷州は四川省に属し、彭山・丹棱・青神の3県を管轄した。
清のとき、眉州直隷州は四川省に属し、彭山・丹棱・青神の3県を管轄した。
1913年、中華民国により眉州直隷州は廃止され、眉山県と改められた。